# Руйчовци
Ру̀йчовци е село в Северна България, община Габрово, област Габрово.

## География
Село Руйчовци се намира на около 8 – 9 km югозападно от центъра на град Габрово и около 2 km северозападно от стената на язовир Христо Смирненски, изграден на река Паничарка – ляв приток на река Янтра. Разположено е в югоизточната част на Черновръшкия рид, високо по северния долинен склон на малката Руйчевска река, вливаща се в Паничарка при габровския квартал Лютаци. Надморската височина варира между 790 m в северния край на селото и 740 m – в южния, а недалече на север върхът на възвишението Стената има височина 932 m. До Руйчовци води път от квартал Лютаци.

## История
През 1995 г. дотогавашното населено място колиби Руйчовци придобива статута на село..

## Население
Населението на село Руйчовци наброява 57 души при преброяването към 1934 г., намалява до 4 души към 1992 г. и един жител към 2011 г., а към 2019 г. наброява (по текущата демографска статистика за населението) 8 души.
Преброяване на населението през 2011 г.
Численост и дял на етническите групи според преброяването на населението през 2011 г.:
|                     | Численост | Дял (в %) |
| Общо                | 1         | 100,00    |
| Българи             | 0         | 0,00      |
| Турци               | 0         | 0,00      |
| Цигани              | 0         | 0,00      |
| Други               | 0         | 0,00      |
| Не се самоопределят | 0         | 0,00      |
| Неотговорили        | 0         | 0,00      |